# Dovhopolivka, Tîvriv
Dovhopolivka (în ucraineană Довгополівка) este localitatea de reședință a comunei Dovhopolivka din raionul Tîvriv, regiunea Vinnița, Ucraina.

## Demografie
Componența lingvistică a localității Dovhopolivka
     Ucraineană (97,99%)
     Rusă (1,28%)
     Alte limbi (0,55%)
Conform recensământului din 2001, majoritatea populației localității Dovhopolivka era vorbitoare de ucraineană (97,99%), existând în minoritate și vorbitori de rusă (1,28%).